# Nosferatu (1922.)
Nosferatu (njem. Nosferatu, eine Symphonie des Grauens) je njemački fantastični crno-bijeli nijemi horor film iz 1922. Snimljen je indirektno po knjizi "Drakula" koju je napisao Bram Stoker – naime, redatelj F. W. Murnau je htio dobiti prava za ekranizaciju romana, no kada ih nije dobio jednostavno je "ukrao" priču i izmijenio imena likova. To je jedan od klasika kinematografije u kojem su se upotrijebili razni ekspresionistički trikovi.

## Filmska ekipa
Režija: F. W. Murnau
Glume: Gustav von Wangenheim (Thomas Hutter), Max Schreck (Grof Orlok), Grata Schroder (Ellen Hutter), John Gottowt (Profesor Bulwer) i dr.

## Radnja
Thomas Hutter je prodavač nekretnina koji vodi sretan život sa svojom suprugom Ellen u njemačkom gradu Bremenu. Jednog dana dobije i prihvati zadatak otputovati u Transilvaniju u dvorac grofa Orloka koji je zainteresiran za kupnju nekih nekretnina. Teška srca, on se oprosti od svoje supruge i krene na dalek put. No kada tamo stigne, Thomas biva neugodno iznenađen od lokalnih stanovnika koji se ne žele ni približiti Orlokovom dvorcu, a kamoli ga tamo odvesti kočijom. 
Kada konačno uđe u njegov dvorac, Thomas primijeti da se Orlok ponaša neobično i da se javlja samo po noći. Ipak, ovaj ga nagovori da mu proda kuću u njegovom rodnom gradu te ga zarobi u svojem dvorcu. Ispostavi se da je Orlok vampir koji se je zaljubio u njegovu ženu te je odmah brodom krenuo u svoj novi dom u Njemačkoj. Thomas se uspije osloboditi i sam se zaputi svojoj kući kako bi upozorio suprugu. Nosferatu ju je već pronašao i doveo kugu u grad, ali je poginuo kada ga je obasjalo sunce jednog jutra a on se nije sakrio u svojem lijesu.

## Zanimljivosti
- Lik Orloka se nikada ne vidi da trepne na filmu
- 1979. njemački redatelj Werner Herzog je snimio remake, "Nosferatu: Phantom der Nacht"
- Po zakonskoj tužbi udovice Bram Stokera, svi negativi su trebali biti uništeni. No, to se nije dogodilo.
- Ime "Nosferatu" potječe od grčke riječi nosophoros, što znači "donosilac bolesti".

## Kritike
Kritičar Dennis Schwartz je u svojoj recenziji napisao: "Ovaj klasični horor film je kao vino koje postaje sve bolje s vremenom; posebno nakon što se pogledaju noviji filmovi o Draculi koji su postali klišeji a glavni lik, vampir, je postao romantična camp figura. Ovaj horor film je izbjegao od Dracule stvoriti atraktivan lik i umjesto toga se koncentrirao na njegovu požudu za krvi (što je možda metafora na Njemačku i njenu požudu za ratom). Odlično je napisan od Henrika Galeena, vrhunsko fotografiran u crno-bijelom i u raznim ugođajnim igrama sjene i svjetla od Fritza Arnoa Wagnera, a neobične lokacije, uglavnom smještene u eksterijerima, koje su savršeno prilagođene makabričnim događajima, su dizajnirani od spiritualista Albina Graua".
Roger Ebert je zaključio: "Film nas ne straši, nego nas proganja. Ne pokazuje nam da vampiri mogu iskočiti iz sjene, nego da zlo može rasti tamo negdje, inspirirana smrću" a Ali Barclay: "Iako ima puno sporiji ritam od većine modernih filmova, ovo je još uvijek jedan od najljepših i najatmosferičnijih horor filmova ikada snimljenih". Ipak, bilo je i negativnih kritika: tako je Christopher Null napisao: "Nosferatu zaslužuje svoje mjesto u arhivima kinematografije, ali njegova privlačnost za moderne gledatelje je sigurno gotovo potpuno izgubljena".

## Vanjske poveznice
- Nosferatu u internetskoj bazi filmova IMDb-a
- Rottentomatoes.com (na engleskom jeziku)
- Cijeli film na google videu  Arhivirana inačica izvorne stranice od 3. rujna 2006. (Wayback Machine)